# 高一登
高一登（1534年—1573年），字汝薦，號鳳臺，山東東昌府清平縣民籍，應天府句容縣人，明朝政治人物。

## 生平
嘉靖四十年（1561年）辛酉科山東鄉試第五十三名舉人。隆慶二年（1568年）中式戊辰科三甲第二百一十名進士。授河南永宁县知县，隆庆六年（1572年）升南京户部主事，万历元年卒。

## 家族
曾祖高禮；祖父高美；父高偉。前母王氏；丁氏。